# Liste der Baudenkmäler in Eiselfing
Auf dieser Seite sind die Baudenkmäler in der oberbayerischen Gemeinde Eiselfing zusammengestellt. Diese Tabelle ist eine Teilliste der Liste der Baudenkmäler in Bayern. Grundlage ist die Bayerische Denkmalliste, die auf Basis des Bayerischen Denkmalschutzgesetzes vom 1. Oktober 1973 erstmals erstellt wurde und seither durch das Bayerische Landesamt für Denkmalpflege geführt wird. Die folgenden Angaben ersetzen nicht die rechtsverbindliche Auskunft der Denkmalschutzbehörde.

## Baudenkmäler nach Ortsteilen

### Eiselfing
| Lage                                            | Objekt                               | Beschreibung | Akten-Nr.             | Bild           |
| ----------------------------------------------- | ------------------------------------ | --- | --------------------- | -------------- |
| Am Pfarrstadl 3 (Standort)                      | Pfarrhaus                            | zweigeschossiger massiver Satteldachbau mit Kniestock und Fassadengliederung, erbaut 1888/89. | D-1-87-126-3 Wikidata | Pfarrhaus      |
| Am Pfarrstadl 4; Otto-Geist-Straße 2 (Standort) | Katholische Pfarrkirche St. Rupertus | gotischer Saalbau mit eingezogenem, achsenverschobenem Chor, um 1500, Turm und Langhaus im Kern romanisch, 1800 Turmhaube, 1860 Verlängerung mit Vorhalle, Renovierung 1969; mit Ausstattung; Kapelle, neugotischer Satteldachbau, 2. Hälfte 19. Jahrhundert; Friedhofsummauerung. | D-1-87-126-1 Wikidata | weitere Bilder |

### Aham
| Lage                        | Objekt                       | Beschreibung | Akten-Nr.             | Bild           |
| --------------------------- | ---------------------------- | --- | --------------------- | -------------- |
| Aham 8 b; Aham 8 (Standort) | Kath. Filialkirche Hl. Kreuz | spätgotischer Saalbau mit durch Chorbogen abgesetztem Altarraum und Nordturm mit Satteldach, 1737 barockisiert; mit Ausstattung; mit Kirchhofmauer. | D-1-87-126-5 Wikidata | weitere Bilder |
| Aham 10 (Standort)          | Zugehöriger Stadel           | Flachsatteldachbau in Blockbauweise mit Bundwerk, 1779.                                                                                             | D-1-87-126-6 Wikidata | BW             |
| Aham 12 (Standort)          | Ehemals Bauernhaus           | Einfirsthof, Flachsatteldachbau mit Blockbauobergeschoss und Giebelbundwerk, bezeichnet 1802.                                                       | D-1-87-126-7 Wikidata | BW             |

### Alteiselfing
| Lage                             | Objekt                                                     | Beschreibung                                             | Akten-Nr.             | Bild |
| -------------------------------- | ---------------------------------------------------------- | -------------------------------------------------------- | --------------------- | ---- |
| Mühlberger Straße 6 a (Standort) | Zugehöriger Getreidekasten in Blockbauweise mit Satteldach | 18. Jahrhundert; modern mit erneuertem Dach aufgestellt. | D-1-87-126-8 Wikidata | BW   |

### Bergham
| Lage                       | Objekt                        | Beschreibung | Akten-Nr.              | Bild |
| -------------------------- | ----------------------------- | --- | ---------------------- | ---- |
| Ahamer Straße 3 (Standort) | Bildstock                     | Granitstele mit Laterne, 17./18. Jahrhundert                                                                                               | D-1-87-126-14 Wikidata | BW   |
| Murnstraße 2 (Standort)    | Zugehöriger Stadel            | Flachsatteldachbau mit Bundwerk über gemauertem Erdgeschoss, noch Mitte 19. Jahrhundert                                                    | D-1-87-126-13 Wikidata | BW   |
| Nähe Bergham (Standort)    | Zugehöriger ehemaliger Stadel | Satteldachbau mit Bundwerk, Erdgeschoss teils gemauert, teils in Ständerbohlenbauweise, 1. Hälfte 19. Jahrhundert; bei Obere Bergstraße 8. | D-1-87-126-12 Wikidata | BW   |

### Erpertsham
| Lage                    | Objekt    | Beschreibung                                          | Akten-Nr.              | Bild |
| ----------------------- | --------- | ----------------------------------------------------- | ---------------------- | ---- |
| Erpertsham 4 (Standort) | Bildstock | Granitsäule mit Eisenkreuz, 18. Jahrhundert und 1885. | D-1-87-126-15 Wikidata | BW   |

### Föhret
| Lage                       | Objekt    | Beschreibung                                                                                   | Akten-Nr.             | Bild |
| -------------------------- | --------- | ---------------------------------------------------------------------------------------------- | --------------------- | ---- |
| Pestgottesacker (Standort) | Pestsäule | Granit, mit bekrönendem Kreuz, 1888 errichtet; zur Erinnerung an den Eiselfinger Pestfriedhof. | D-1-87-126-4 Wikidata | BW   |

### Freiham
| Lage                 | Objekt                       | Beschreibung                                                                                           | Akten-Nr.              | Bild           |
| -------------------- | ---------------------------- | --- | ---------------------- | -------------- |
| Freiham 9 (Standort) | Kath. Kapelle St. Laurentius | Saalbau, um 1700, westlicher neugotischer Giebelreiter zweite Hälfte 19. Jahrhundert; mit Ausstattung. | D-1-87-126-16 Wikidata | weitere Bilder |

### Gammersham
| Lage                    | Objekt   | Beschreibung | Akten-Nr.              | Bild |
| ----------------------- | -------- | --- | ---------------------- | ---- |
| Gammersham 6 (Standort) | Hakenhof | Wohnteil zweigeschossiger Satteldachbau mit Kniestock, Wirtschaftsteil traufseitig mit reichem Bundwerk über gemauertem Erdgeschoss, bezeichnet 1858. | D-1-87-126-17 Wikidata | BW   |

### Grubholz
| Lage                  | Objekt         | Beschreibung | Akten-Nr.              | Bild |
| --------------------- | -------------- | --- | ---------------------- | ---- |
| Grubholz 4 (Standort) | Getreidekasten | mit Außentreppe und Kielbogentür, bezeichnet 1734; 1989 aus Holzkram, Gemeinde Rechtmehring, Landkreis Mühldorf a. Inn, transferiert. | D-1-87-126-40 Wikidata | BW   |

### Hebertsham
| Lage                     | Objekt            | Beschreibung                                                      | Akten-Nr.              | Bild |
| ------------------------ | ----------------- | ----------------------------------------------------------------- | ---------------------- | ---- |
| In Hebertsham (Standort) | Kath. Ortskapelle | neugotisch mit Satteldach, Ende 19. Jahrhundert; mit Ausstattung. | D-1-87-126-21 Wikidata | BW   |

### Höhfelden
| Lage                   | Objekt             | Beschreibung | Akten-Nr.              | Bild |
| ---------------------- | ------------------ | --- | ---------------------- | ---- |
| Höhfelden 2 (Standort) | Zugehöriger Stadel | Satteldachbau mit Bundwerk, 1. Hälfte 19. Jahrhundert, mit drei eingebauten Getreidekästen, einer davon datiert 1778, nach Südwesten modern verlängert. | D-1-87-126-22 Wikidata | BW   |

### Kerschdorf
| Lage                 | Objekt                                  | Beschreibung | Akten-Nr.              | Bild           |
| -------------------- | --------------------------------------- | --- | ---------------------- | -------------- |
| Bachweg (Standort)   | Bildstock                               | Granitstele mit Laterne, 16./17. Jahrhundert                                                                        | D-1-87-126-27 Wikidata | weitere Bilder |
| Bachweg 1 (Standort) | Zugehöriger Stadel                      | Satteldachbau mit Bundwerk über gemauertem Erdgeschoss, bezeichnet 1859.                                            | D-1-87-126-23 Wikidata | BW             |
| Bachweg 2 (Standort) | Zugehöriger Stadel                      | massiver Satteldachbau, traufseitig mit Bundwerk-Oberteilen, bezeichnet 1783 und 1887, nach Süden modern erweitert. | D-1-87-126-24 Wikidata | BW             |
| Bachweg 2 (Standort) | Hofkapelle Hl. Familie (Kneisslkapelle) | neugotischer Satteldachbau mit Dachreiter und Putzgliederung, bezeichnet 1895; mit Ausstattung.                     | D-1-87-126-25 Wikidata | weitere Bilder |
| Leiten (Standort)    | Bildstock                               | gemauerte und verputzte Nischenanlage, 2. Hälfte 19. Jahrhundert; westlich an der Hauptstraße.                      | D-1-87-126-28 Wikidata | weitere Bilder |

### Langgassen
| Lage                       | Objekt                | Beschreibung                                                            | Akten-Nr.              | Bild |
| -------------------------- | --------------------- | ----------------------------------------------------------------------- | ---------------------- | ---- |
| Nähe Langgassen (Standort) | Bildstock mit Laterne | Granit, bezeichnet 1593; nördlich des Hofes in einen Baum eingewachsen. | D-1-87-126-29 Wikidata | BW   |

### Langwied
| Lage                   | Objekt    | Beschreibung                                                                | Akten-Nr.              | Bild |
| ---------------------- | --------- | --------------------------------------------------------------------------- | ---------------------- | ---- |
| In Langwied (Standort) | Bildstock | mit gefastem Schaft, Tartsche und Laterne, bezeichnet 1510; bei Haus Nr. 5. | D-1-87-126-31 Wikidata | BW   |

### Oetz
| Lage              | Objekt                  | Beschreibung | Akten-Nr.              | Bild |
| ----------------- | ----------------------- | --- | ---------------------- | ---- |
| Oetz 1 (Standort) | Wohnteil des Einödhofes | Flachsatteldachbau mit Blockbau-Obergeschoss und Giebelbundwerk über gemauertem Erdgeschoss, 2. Hälfte 18. Jahrhundert | D-1-87-126-32 Wikidata | BW   |

### Ostermühl
| Lage                | Objekt    | Beschreibung                                                           | Akten-Nr.              | Bild |
| ------------------- | --------- | ---------------------------------------------------------------------- | ---------------------- | ---- |
| Ötzwiese (Standort) | Bildstock | Natursteinstele mit Laterne, bezeichnet 1683; an der Straße nach Oetz. | D-1-87-126-33 Wikidata | BW   |

### Spielberg
| Lage                   | Objekt                           | Beschreibung                              | Akten-Nr.              | Bild           |
| ---------------------- | -------------------------------- | ----------------------------------------- | ---------------------- | -------------- |
| Spielberg 5 (Standort) | Bildstock aus Granit mit Laterne | bezeichnet 1593; nördlich von Haus Nr. 5. | D-1-87-126-35 Wikidata | weitere Bilder |

### Straß
| Lage                       | Objekt              | Beschreibung | Akten-Nr.              | Bild           |
| -------------------------- | ------------------- | --- | ---------------------- | -------------- |
| Kaltenbrunnfeld (Standort) | Waldkapelle         | Satteldachbau, Ende 19. Jahrhundert; ca. 500 m südöstlich des Ortes. | D-1-87-126-37 Wikidata | BW             |
| Straß 1 (Standort)         | Ehemals Ökonomiegut | ehemaliger Gasthof, zweigeschossiger Flachsatteldachbau mit Kniestock, im Kern barock, mit giebelseitigen Malereien, bezeichnet 1734, Umbauten Mitte 19. Jahrhundert, bezeichnet 1852, Dach wohl im 20. Jahrhundert erneuert; Hauskapelle, Satteldachbau mit Zwerchhaus und giebelseitigem Vorbau mit Pultdach, im Kern wohl 17. Jahrhundert, im 3. Viertel 19. Jahrhundert neuromanisch umgestaltet; mit Ausstattung; zum ehemals Gasthof gehöriges Tanzhaus (Salettl), zweigeschossiger Zeltdachbau mit Zwerchhaus und Mezzaningeschoß, wohl Mitte 19. Jahrhundert, Umbauten 3. Viertel 19. Jahrhundert | D-1-87-126-36 Wikidata | weitere Bilder |

### Thalham
| Lage                  | Objekt                                | Beschreibung | Akten-Nr.              | Bild |
| --------------------- | ------------------------------------- | --- | ---------------------- | ---- |
| Thalham 15 (Standort) | Zugehöriger Stadel mit Getreidekasten | Satteldachbau mit Bundwerk über teils nachträglich versteinertem Blockbau-Erdgeschoss, 18./19. Jahrhundert, zum Teil modern ausgebaut. | D-1-87-126-38 Wikidata | BW   |

### Wimpasing
| Lage                                   | Objekt             | Beschreibung | Akten-Nr.              | Bild |
| -------------------------------------- | ------------------ | --- | ---------------------- | ---- |
| Wimpasing 1; Nähe Wimpasing (Standort) | Zugehöriger Stadel | Flachsatteldachbau mit Hochtenne und Bundwerk über gemauertem Erdgeschoss, 1. Hälfte 19. Jahrhundert; Kruzifix, lebensgroß, spätgotisch, 2. Viertel 16. Jahrhundert; am Haus. | D-1-87-126-39 Wikidata | BW   |

## Ehemalige Baudenkmäler
In diesem Abschnitt sind Objekte aufgeführt, die früher einmal in der Denkmalliste eingetragen waren, jetzt aber nicht mehr. Objekte, die in anderem Zusammenhang – also z. B. als Teil eines Baudenkmals – weiter eingetragen sind, sollen hier nicht aufgeführt werden. Aktennummern in diesem Abschnitt sind ehemalige, jetzt nicht mehr gültige Aktennummern.

| Lage                                          | Objekt                         | Beschreibung                                                                                         | Akten-Nr.              | Bild |
| --------------------------------------------- | ------------------------------ | --- | ---------------------- | ---- |
| Bachmehring Wasserburger Straße 10 (Standort) | Kruzifix                       | Mitte 16. Jahrhundert; am Haus.                                                                      | D-1-87-126-9 Wikidata  | BW   |
| Bergham Obere Bergstraße 4 (Standort)         | Bauernhaus                     | breitgelagerter Wohnteil, mit Giebelbundwerk und Laube auf der Traufseite, 2. Hälfte 18. Jahrhundert | D-1-87-126-11 Wikidata | BW   |
| Hausmehring Hausmehring 2 (Standort)          | Zugehöriger Bundwerkstadel     | 2. Viertel 19. Jahrhundert                                                                           | D-1-87-126-18 Wikidata | BW   |
| Hebertsham Hebertsham 4 (Standort)            | Zugehöriger Stadel             | Mitte 19. Jahrhundert                                                                                | D-1-87-126-20 Wikidata | BW   |
| Kerschdorf Thalhamer Straße 5 (Standort)      | Zugehöriger stattlicher Stadel | Mitte 19. Jahrhundert                                                                                | D-1-87-126-26 Wikidata | BW   |
| Langwied Langwied 2 a (Standort)              | Zugehörige ehemalige Schmiede  | zweigeschossiger Massivbau mit Schopfwalmdach, 1. Drittel 19. Jahrhundert, Umbauten 1980.            | D-1-87-126-30 Wikidata | BW   |
| Pollersham Pollersham 3 (Standort)            | Bauernhaus                     | Obergeschoss-Blockbau mit Bundwerk, Anfang 19. Jahrhundert                                           | D-1-87-126-34 Wikidata | BW   |